# Acraea scioptera
Acraea scioptera är en fjärilsart som beskrevs av Le Cerf 1927. Acraea scioptera ingår i släktet Acraea och familjen praktfjärilar. Inga underarter finns listade i Catalogue of Life.